# Sahti, femme noire du Nil
Sahti, femme noire du Nil (titre original : Schwarze Frau vom Nil) est un roman allemand de Brigitte Riebe (de), paru en 2000.

## Résumé
Arrachée aux siens par les hommes du pharaon, à neuf ans, la petite nubienne Sahti est entraînée en Égypte où elle vivra à la cour de Thèbes. Bien qu'accueillie par la famille d'Antef, un homme juste et généreux, elle peine à trouver sa place dans une société qui lui est étrangère. Sa beauté exotique attire bientôt l'œil du tout puissant, mais suscite également jalousies et intrigues…

## Personnages
- Ahhotep : épouse de Séqénenrê
- Ahmosis : fils de Séqénenrê et d'Ahhotep, cousin de Kamosé
- Amek : camarade d'infortune de Sahti
- Améni : commandant de la forteresse d'Abou Rési
- Antef : aide de camp du général Ipi, mari de Nouya
- Apopi : roi des Hyksôs dominant la Basse-Égypte
- Ascha : abréviation d'Ahhotep
- Bija : camarade d'infortune de Sahti
- Boutou : orfèvre, chef des ateliers de Namiz
- Daya : grand-mère de Sahti
- Golo : père de Sahti
- Héoua : deuxième épouse de Golo
- Hési : domestique de Sahti
- Hétépout : épouse de Penjou, mère de Nesmin
- Hori : successeur d'Améni, puis chef de l'armée égyptienne
- Ipi : général de Séqénenrê, chef de l'armée
- Ita : amie de Sahti
- Kaj : père de Pani
- Kamosé : Prince, neveu de Séqénenrê
- Maj : amie de Sahti
- Méret : sœur de lait de Téti-Schéri
- Nabou : troisième épouse de Golo
- Namiz : bijoutier originaire de Byblos
- Nebnéfer : premier prêtre d'Amon au temple de Louxor
- Néfertari : fille aînée de Séqénenrê et d'Ahhoptep, sœur d'Ahmosis
- Nesmin : fils de Penjou et d'Hétépout
- Nofret : première assistante de Tama, mère de Maj
- Nouya : mère de Sahti / Fille de celle-ci
- Pani : camarade d'infortune de Sahti, fils du scribe Kaj
- Penjou : scribe, mari d'Hétépout, père de Nesmin
- Rédi : deuxième assistante de Tama
- Rouyou : sœur aînée de Sahti
- Sahti : fille de Golo et de Nouya
- Seb : vizir de Séqénenrê
- Séqénenrê : pharaon, mari d'Ahhotep
- Tama : épouse d'Antef
- Téti : vassal d'Apopi
- Téti-Schéri : mère de Séqénenrê
- Tjaï : fils de Maj et d'Ita
- Toto : vizir de Kamosé
- Tounbée : assistante de la Daya
- Ut : embaumeur